# ナージ・サブリー
ナージ・サブリー・アフマド・アル＝ハディーシー（アラビア語：ناجي صبري أحمد الحديثي／英語：Naji Sabri Ahmad Al-Hadithi、1948年 - ）はイラクの官僚、外交官、政治家。アラブ人。スンナ派イスラーム教徒。サッダーム・フセイン政権最後の外務大臣。「ナジ・サブリ」と日本語表記される事が多い。

## 経歴
外務省に籍を置いていたが、80年代初頭、2人の兄が政権転覆計画に加担したとして逮捕された。このため外務省から離れ、バグダード大学英文学科で教鞭を執っていた。
1991年の湾岸戦争時に文化情報次官に就任。
1998年、駐オーストリア大使に任命。
2001年、外務大臣に任命される。
外相に任命された理由については、長年サッダームの主治医を務めたアラ・バシールの著作に拠れば、バシールの助言により、イラクからウィーンに来たある女性建築家夫妻を丁寧に持て成したところ、この女性はサッダームと非常に親しい人物であった。イラクに帰国した彼女はサッダームに対し、サブリーの対応を賞賛し、彼こそ外務大臣に相応しいと推挙した。そのため、サブリーは後に外相に抜擢されたという。
サブリー自身は違った見方をしており、80年代初頭、長兄のムハンマド・サブリー・アフマドは、外務次官に就任したが、サッダームの従兄弟アリー・ハサン・アル＝マジードとフセイン・カーミル・ハサンの陰謀により、彼が政権転覆計画を企てたと信じ込まされたサッダームに逮捕され、拷問の末、処刑された。次兄も逮捕され拷問を受け、長期間拘留されたが釈放された。外相の任命式の際、サッダームはそのことについて『君のお兄さんは殺されたと聞いている。それについて私は知らなかった』とサブリーに述べたという。サブリーは、サッダームは兄達の事をもちろん知っていたが、自身の評判を気にして償いをしたがっていると感じたという。サブリーはサッダームからバグダード近郊に豪勢な邸宅や農園を与えられて、かつて拷問を受けた次兄は、年金が増額されて、新車一台も与えられた。
外相就任後は、精力的な外交を展開。中でも、2002年1月のイラン訪問とモハンマド・ハータミー大統領との会談など、イランとの関係正常化が功績とされる。
鋭く直截的な物言いで知られたサッハーフ前外相とは対照的に、洗練された柔らかな物腰と流暢な英語を駆使し、アラブ諸国のみならず西欧諸国に対しても好印象を与えた。
同年9月11日のアメリカ同時多発テロ事件1周年に際し、ニューヨークで開かれる追悼式典にイラクも参加するべきか否か、当時のサイード・ムーサウィー国連大使が、サブリーに尋ねた。サブリーは、まずそのことをアービド・ハーミド・マフムード大統領秘書官に伝えた。マフムードは、古参幹部であるアリー・ハサン・マジード、ターリク・アズィーズ、イッザト・イブラーヒーム、ターハー・ヤースィーン・ラマダーンの4人に伝えた。返事は「出席するべきではない」という答えであった。サブリーは驚き、憤慨したが、式典に出席しないことが、「アル＝カーイダの背後にはイラクがいる」とのアメリカの宣伝に利用されることを恐れたサブリーは、直接サッダームに訴えることにした。とある閣議後、サブリーは、サッダームにメモを渡し、個人的に会見したいと申し出た。大統領との会談で、サブリーは式典出席について尋ねた。サッダームは『もちろん、出席すべきだ』と答え、事なきを得たという。また、同年9月19日の国連総会でもサブリーは同時多発テロへの哀悼を表明し、疑惑の払拭に努めた。
サッダーム・フセインの次男クサイと個人的に良好な関係を築いていたと伝えられるが、閣内での立場は新参閣僚ということもあってか、弱かったといわれる。事実、閣議での座席順位は閣僚在任年数によって決められていた為に最も低く、大統領から一番遠い席であった。
2003年3月23日、イラク戦争開戦に伴い、米軍の爆撃が激化する中、バグダードを離れてダマスカスで行われたアラブ連盟外相会議に出席するため、シリアを訪問。米軍は、移動中や会議出席中にサブリー外相を拘束又は殺害はしないと、エジプト政府に伝えていたとされる。サブリー自身は、その後イラクに帰国し、バグダードで会見を開いたのを最後に、姿を消した。

## イラク戦争後
他の政権幹部と同様、彼の行方も不明となり、現在は夫人とともにカタルに在住。大学で教鞭を執っているといわれる。
米軍発表の55人の手配リストには載っておらず、尋問も受けてはいない。
2006年3月、アメリカNBCテレビが、フランスの情報機関に協力していた自称ジャーナリスト、ナビール・モグラビを介してCIAにイラクが大量破壊兵器を現在も開発・保有しているという情報を提供していたと報じられたが、本人は否定しており、サブリー自身はモグラビと国連総会の傍ら、滞在先のホテルで面会したことは認めているものの、インタビューに応じただけであり、イラクの大量破壊兵器保有を否定したと証言している。